# Johannes Weinrich
Johannes Weinrich, conocido como Steve (Brakel, Renania del Norte-Westfalia; 21 de julio de 1947) fue un terrorista alemán, que actualmente purga cadena perpetua en Alemania. Comenzó su acción directa como uno de los fundadores y segundo jefe al mando del grupo Células Revolucionarias, y posteriormente se asoció con Ilich Ramírez Sánchez «Carlos el Chacal», integrando como jefe de operaciones su llamado Grupo Carlos. 

## Biografía
Weinrich estudió en la Universidad del Ruhr en Bochum y fue miembro del consejo estudiantil en la década que el movimiento estudiantil alemán despertaba hacia la rebeldía contra el capitalismo occidental. En Bochum, fundó una librería, una actividad que posteriormente ejerció al mudarse a Fráncfort del Meno. En esta ciudad, Weinrich trabajó en la Editorial Estrella Roja. En esta editorial, conoció a Wilfried Böse, con quien fundaría tiempo después una organización denominada Células Revolucionarias. Con esta agrupación lograrían viajar a recibir entrenamiento terrorista en Yemen del Sur, auspiciados por el Frente Popular para la Liberación de Palestina (FPLP). En esta etapa se vinculó al Maniobras Externas dirigido por Wadi Haddad. A la muerte de este líder, se une a Ilich Ramírez Sánchez, quien estaba creando la Organización Internacional Revolucionaria, comúnmente llamada Grupo Carlos, con el fin de desatar la lucha armada con objetivos internacionales. Al morir Wilfried Böse y Brigitte Kuhlmann, en la Operación Entebbe, en julio de 1976, el resto de las Células Revolucionarias quedaron al mando de Weinrich. 
Weinrich había sido novio de Magdalena Kopp, quien lo dejó para convertirse en la esposa de Carlos. 
En los años setenta, Weinrich se consolidó como mano derecha de Carlos y comenzó a trabajar como un terrorista a sueldo. 
Entre los presuntos delitos contra Weinrich, se encuentra el ataque contra el Centro Cultural Casa de Francia, el 25 de agosto de 1983 en Berlín —1 muerto, 23 heridos—, atentados con bomba en el centro de París —donde el diario Watan al-Arabi tenía sus oficinas, 1 muerto—, atentado con bomba en la Estación de Marsella-San Carlos de Marsella —5 muertes—, bombardeo del TGV tren de alta velocidad «Valenciennes» —3 muertes—, bombardeo con cohetes de un Boeing 707 de la aerolínea israelí El Al en Paris-Orly, ataque a la estación de Radio Free Europe en Múnich y el ataque contra el embajador de Arabia Saudita en Atenas.
Johannes Weinrich, fue detenido el 1 de junio de 1995 en Adén, Yemen, por sus antiguos asociados y entregado al Gobierno alemán, como muestra del fin de la Guerra Fría. El 17 de enero de 2000, fue condenado por el ataque contra el Centro Cultural Casa de Francia a cadena perpetua, con la especial gravedad de culpa comprobada. El exteniente coronel Helmut Voigt, exjefe del Departamento XXII —lucha contra el terrorismo— de la Stasi, fue declarado culpable de complicidad en el ataque siendo su pena de cuatro años de prisión. El diplomático sirio, Nabil Chretah, que entonces trabajaba para la embajada de Siria en Berlín Este, fue acusado de cómplice de asesinato también en enero de 2000, con un apena de prisión de dos años, pero la sentencia fue suspendida. En el caso de los ataques en Alemania, Weinrich fue absuelto por falta de pruebas.
En Alemania, todavía está pendiente la investigación por el atentado en el tren de alta velocidad del tren «Valenciennes» —3 muertes—. En Francia en noviembre de 2011, se apertura un juicio que incluye a Ilich Ramírez Sánchez, Kamal al Issawi y los alemanes Christa Margot Frohlich y Johannes Weinrich por cuatro atentados: contra un tren Toulouse-París el 29 de marzo de 1982 —cinco muertos—, contra la sede de la revista Al Watan Al Arabi en París el 22 de abril de 1982 —un muerto—, contra la estación de trenes San Carlos en Marsella —dos muertos— y contra un tren de alta velocidad a Tain —sureste— el 31 de diciembre de 1983 —tres muertos—.
Mientras tanto Weinrich permanece en prisión en Alemania. En 2009, el Gobierno francés solicitó la extradición del terrorista pero esta fue rechazada. 
El 7 de noviembre de 2011, se inició en París un nuevo juicio contra Ilich Ramírez, donde fue acusado de la muerte de once personas y cerca de 150 heridos, además de cuantiosos daños materiales entre 1982 y 1983, en territorio francés. En esta nueva oportunidad, fue juzgado por cuatro atentados perpetrados por el Grupo Carlos, a su mando: el estallido de una bomba en un tren que cubría la ruta Toulouse-París, el 29 de marzo de 1982 —cinco muertos—, la explosión de un carro bomba frente a la sede de la revista Al Watan Al Arabi en París el 22 de abril de 1982 —un muerto—, un ataque contra la estación de trenes Saint Charles en Marsella —dos muertos— y contra el tren de alta velocidad a Tain —tres muertos—, ambos hechos realizados el 31 de diciembre de 1983. Junto a Carlos fueron juzgados otros tres miembros de su grupo: Kamal al Issawi y los alemanes Christa Margot Frohlich y Johannes Weinrich. Al juicio asistieron 51 querellantes civiles, 23 testigos y cuatro expertos. Luego de escuchar las deliberaciones e informes de testigos, Weinrich, Ramírez e Issawi fueron sentenciados la noche del jueves 15 de diciembre de 2011, a la pena de cadena perpetua con un plazo mínimo de 18 años en prisión para poder solicitar cualquier beneficio procesal, la alemana Christa Margot Frohlich resultó absuelta de los cargos.